# Brometo de molibdênio(II)
Brometo de molibdênio(II) é um composto inorgânico de fórmula química MoBr2.